# My Blueberry Nights
Pour plus de détails, voir Fiche technique et Distribution.
My Blueberry Nights est un film franco-sino-hongkongais réalisé par Wong Kar-wai, sorti en 2007.
C'est le premier long-métrage anglophone de Wong. Les chanteuses Norah Jones et Cat Power y font leurs débuts au cinéma.
Il a fait l’ouverture du Festival de Cannes 2007, le 16 mai 2007.

## Synopsis
À la suite d'une rupture douloureuse, Elizabeth (Norah Jones) trouve un peu de réconfort dans un bar tenu par Jeremy (Jude Law). Puis elle décide de laisser ses souvenirs et ses rêves derrière elle et de voyager à travers les États-Unis. Pendant ses heures de travail comme serveuse, elle fait connaissance de clients et s'aperçoit que leurs rêves sont plus grands que les siens. Ils sont des témoins de la solitude et du vide, elle comprend alors que son périple est l'occasion de s'explorer elle-même. Ce film montre aussi que l'influence d'une personne vient des actes non prémédités, et que c'est de cette manière qu'il est le plus souvent possible de changer le cours des choses.

## Fiche technique
- Réalisation : Wong Kar-wai
- Scénario et dialogues : Wong Kar-wai et Lawrence Block
- Décors : William Chang
- Costume : Sharon Globerson
- Photo : Darius Khondji
- Montage : William Chang
- Musique : Gustavo Santaolalla et Ry Cooder
- Production : Wong Kar-wai, Stéphane Kooshmanian, Jean-Louis Piel, Jacky Pang Yee Wah et Wang Wei
- Distribution : Metro-Goldwyn-Mayer (États-Unis), Studio Canal (France)
- Budget : 10 000 000 $
- Genre : comédie dramatique
- Format : 2,35 : 1 (35 mm)
- Langue : anglais
- Date de sortie : 2007

## Distribution

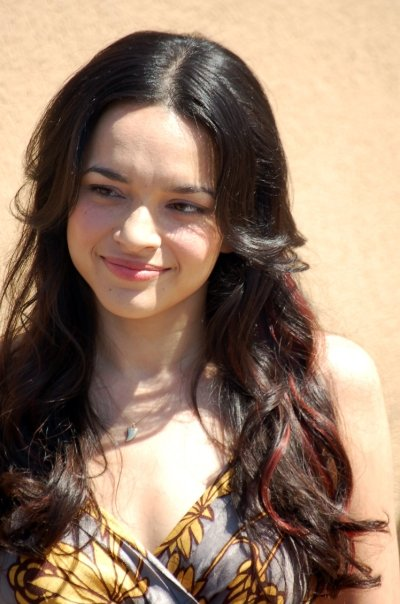
L'actrice principale Norah Jones, pour la présentation du film au festival de Cannes 2007.

- Norah Jones (VF : Clothilde Morgièvre) : Elizabeth « Lizzie »
- Jude Law (VF : Alexis Victor) : Jeremy, patron de bar mancunien à New York
- David Strathairn (VF : Gérard Darier) : Arnie, flic de la route, alcoolique à la suite du départ de sa femme
- Rachel Weisz (VF : Caroline Delaunay) : Sue Lynne, la femme qui a quitté Arnie
- Natalie Portman (VF : Alexia Portal) : Leslie, joueuse dans la déveine propriétaire d'une Jaguar
- Frankie Faison (VF : Jean-Michel Martial) : Travis
- Cat Power : Katya, l'ex de Jeremy

Et par ordre d'apparition :
- Chad Davis : l'ex boyfriend de Lizzie
- Katya Blumenberg : la girlfriend de l'ex boyfriend
- John Malloy : le manager du restaurant de Memphis
- Demetrius Butler : un client
- Adriane Lenox : Sandy
- Benjamin Kanes : Randy
- Michael May : Aloha, le joueur de poker qui challenge Leslie
- Michael Hartnett : le joueur de poker avec les lunettes de soleil
- Bill Hollis : le docteur
- Charles Clayton Blackwell : le vendeur de voitures d'occasion

## Bande son
La bande-son, réalisée par le label Blue Note Records, contient des musiques réalisées par Norah Jones, Cat Power, Ry Cooder, Gustavo Santaolalla, Otis Redding, Cassandra Wilson et Amos Lee.
- The Story – Norah Jones
- Living Proof - Cat Power
- Ely Nevada – Ry Cooder
- Try a Little Tenderness – Otis Redding
- Looking Back – Ruth Brown
- Long Ride – Ry Cooder
- Eyes on the Prize – Mavis Staples
- Yumeji's Theme - Chikara Tsuzuki
- Skipping Stone - Amos Lee
- Bus Ride – Ry Cooder
- Harvest Moon - Cassandra Wilson
- Devil's Highway – Hello Stranger
- Parajos – Gustavo Santaolalla
- The Greatest – Cat Power

## Anecdotes
- My Blueberry Nights est le premier film de Wong Kar-Wai tourné en anglais.
- Le nom du café de Jeremy est Klyuch qui en russe signifie « clé ».